# Angraecum popowii
Angraecum popowii är en orkidéart som beskrevs av Guido Jozef Braem. Angraecum popowii ingår i släktet Angraecum och familjen orkidéer. Inga underarter finns listade i Catalogue of Life.